# Alberto Betancourt
Alberto Betancourt fue un político mexicano. Durante su vida ejerció los cargos públicos de oficial mayor del estado; secretario general de gobierno en las gubernaturas de Enrique O. de la Madrid y de Francisco Santa Cruz, y gobernador interino de Colima. Como avance tecnológico en el estado, comenzó a utilizar maquinaria eléctrica para fabricar ladrillos. Falleció el 13 de mayo de 1918.